# Thibaut de Bar-sur-Seine
Thibaut de Bar-sur-Seine (né vers 1135, † vers 1204 ou après) est seigneur de Champlost. Il est le fils de Gui Ier, comte de Bar-sur-Seine et de Pétronille de Chacenay  (fille d'Anséric II de Chacenay et de Hombeline (famille d'origine inconnue)).

## Biographie
En 1165, il donne son consentement à un don de son frère Manassès à l'abbaye de Larrivour.
En 1165 ou 1166, son frère Manassès l'engage à cesser amiablement son conflit avec l'abbaye de Mores.
En 1190, son frère Manassès déclare qu'il a fait don à l'abbaye de Molesme de sa part des dîmes de Beauvoir.
À la mort de son frère aîné Milon III, son frère Manassès devient comte de Bar-sur-Seine. Mais celui-ci embrasse par la suite l'état monastique et laisse le comté de Bar-sur-Seine à sa nièce Pétronille (fille de Milon III). Pendant la minorité de celle-ci, c'est Thibaut qui est son tuteur et qui administre le comté jusqu'à son mariage avec Hugues IV du Puiset. Toutefois, Thibaut n'aura pas le titre de comte de Bar-sur-Seine et sera désigné dans les chartes comme noble homme, Thibaut de Bar.
À sa mort, il est inhumé à l'Abbaye de Pontigny.

## Mariage et enfants
Il épouse Marguerite de Chacenay, fille de Jacques Ier, seigneur de Chacenay, et de Agnès de Brienne), dont il a deux filles :
- Pétronille de Bar-sur-Seine, qui épouse de Gui de Chappes, seigneur de Jully-sur-Sarce, dont elle a trois enfants : Alix, Mabile et Pétronille ;
- Agnès de Bar-sur-Seine, qui épouse de Philippe, seigneur de Plancy, dont elle a cinq enfants : Jacques, Thibaut, Hugues, Marguerite et Philippe.

En 1219, à la mort de Milon IV, fils de Hugues du Puiset et dernier comte de Bar-sur-Seine, la fille aînée de Thibaut, Pétronille, hérite d'une partie du comté de Bar-sur-Seine. Elle revendra ses droits sur le comté à Thibaut IV de Champagne vers 1223,.

## Sources
- Marie Henry d'Arbois de Jubainville, Histoire des Ducs et Comtes de Champagne, 1865.
- Lucien Coutant, Histoire de la ville et de l'ancien comté de Bar-sur-Seine, 1854.